# Getúlio Santos da Silva
Getúlio Santos da Silva (7 juli 1931 - Rio de Janeiro, 15 september 2008) was een Braziliaanse voetballer, beter bekend onder zijn spelersnaam Getúlio. 

## Biografie
Getúlio begon zijn carrière bij de jeugd van Fluminense, waar hij speelde met onder andere Telê Santana. In 1951 begon hij bij het eerste elftal en speelde er tot 1955. In 1956 ging hij voor Jabaquara spelen, een kleinere club uit Santos en maakte daarna de overstap naar het grote Santos dat in die tijd uitgroeide tot een wereldtopper met de legendarische speler Pelé. In 1958, 1960 en 1961 won hij met de club het Campeonato Paulista. Er had een titel meer in gezeten, maar in de finalewedstrijden van de Paulistão van 1959 maakte hij in de tweede wedstrijd tegen Palmeiras een owngoal. De wedstrijd eindigde gelijk, maar in de derde wedstrijd won Palmeiras waardoor Santos de titel aan zijn neus zag voorbij gaan. In 1961 werd hij ook landskampioen met Santos en een jaar later won hij met de club de Copa Libertadores en de intercontinentale beker, al werd hij wel niet ingezet in deze wedstrijden. 
Op latere leeftijd leed hij aan de ziekte van Alzheimer en hij overleed op 15 september 2008 aan orgaanfalen door complicaties bij hepatitis. 